# Lionheart
«Lionheart» — шостий студійний альбом австрійського симфо-павер-метал гурту Serenity. Реліз відбувся 27 жовтня 2017 року в Європі під лейблом Napalm Records.

## Список композицій
| #     | Назва                                          | Тривалість |
| ----- | ---------------------------------------------- | ---------- |
| 1.    | «Deus lo Vult» (інструментал)                  | 01:52      |
| 2.    | «United»                                       | 05:33      |
| 3.    | «Lionheart»                                    | 04:38      |
| 4.    | «Hero»                                         | 04:24      |
| 5.    | «Rising High»                                  | 03:31      |
| 6.    | «Heaven» (разом з Катею Мосленер)              | 04:09      |
| 7.    | «King's Landing»                               | 02:10      |
| 8.    | «Eternal Victory»                              | 04:41      |
| 9.    | «Stand and Fight» (разом з Фабіо Д'Аморе)      | 04:25      |
| 10.   | «The Fortress (of Blood and Sand)»             | 04:26      |
| 11.   | «Empire»                                       | 04:27      |
| 12.   | «My Fantasy» (разом з Яном Васиком)            | 04:45      |
| 13.   | «The Final Crusade» (разом з Федерікою Ланною) | 05:37      |
| 54:38 |                                                |            |

## Учасники запису
- Георг Нойхаусер — чоловічий вокал та задні вокали
- Фабіо Д'Аморе — бас-гітара, задній вокал
- Кріс Хермсдьорфер — гітари, задній вокал
- Ян Васик — ударні
- Ніклас Мюллер — ударні

## Чарти
| Чарт (2017)         | Місце |
| ------------------- | ----- |
| German Albums Chart | 29    |